# Semiothisa neonora
Semiothisa neonora är en fjärilsart som beskrevs av Walker 1861. Semiothisa neonora ingår i släktet Semiothisa och familjen mätare. Inga underarter finns listade i Catalogue of Life.